# Millsfield
Millsfield ist der Name einer Township und ehemaligen Town im Coös County des US-Bundesstaates New Hampshire in Neuengland. Dem US-Census von 2020 zufolge lebten hier 25 Einwohner in 4 Haushalten.

## Geographie

### Lage
Millsfield liegt in den „Great North Woods“ von New Hampshire nördlich der White Mountains auf 613 Metern Höhe zwischen Dixville im Norden, Errol im Osten, Dummer im Süden und den Townships Odell und Erving's Location im Westen. Die einzige Straße, die letztere Township erschließt, zweigt in Millsfield von der New Hampshire Route NH-26 ab, die zwischen Dixville und Errol den Nordosten von Millsfield schneidet.

### Gewässer
Größter See ist der Millsfield Pond, der von North und West Inlet gespeist wird und über den Bragg Pond und den Millsfield Brook zum Clear River abfließt. Dieser kommt aus Dixville und fließt durch Errol zum Androscoggin River. Der Phillips Brook fließt durch den Westen von Millsfield nach Süden, Rock und Moose Pond entwässern direkt zum Androscoggin.

### Berge
Höchster Gipfel in Millsfield ist der Mount Kelsey mit 3458 (1054 Metern). Der Mount Patience mit 829  sowie der nach einem letzten Überlebenden einer Sippe der Abenaki benannte Mount Metalak mit 824 Metern sind deutlich niedriger, ebenso wie der Signal Mountain mit 821 Metern, auf dem ein Waldbrandwachtturm errichtet wurde.

## Geschichte
Der Grant für Millsfield datiert auf den 1. März 1774. Zu den Eigentümern gehörte neben anderen Sir Thomas Mills, nach dem das Gebiet benannt wurde. Es wurde 1779 vermessen und war je nach Quelle 23.000 bis 24.100 Acre groß (etwa 108 bis 113 ha). Das Land ist hügelig bis bergig, der Boden schwer, aber unter Bearbeitung für damalige Ansprüche fruchtbar, das Klima wurde als kalt beschrieben. Dieses und die abgelegene Lage behinderten die Besiedelung. Zusammen mit Errol beantragte Millsfield im Jahr 1789, den Grant weiterhin anzuerkennen und nicht für verfallen zu erklären, und ersuchte 1791 erneut um die Bestätigung desselben. Im Jahr 1817 wird Millsfield als unbewohnt beschrieben, für das Jahr 1857 werden zwei Einwohner erwähnt. 1867 bei der Unterteilung von Coös County bildete Millsfield neben anderen Towns die Südgrenze des nördlichen Gerichtsbezirkes. Eine 1874 veröffentlichte Beschreibung von New Hampshire gibt für 1870 28 Einwohner an, zählt vier Pferde, 14 Rinder, sechs Schafe und drei Schweine auf und gibt an, das 180 Acres gerodet worden seien. Die höchste Einwohnerzahl aus dem 19. Jahrhundert beträgt 62 für das Jahr 1880. Sieben Jahre später werden 13 Familien erwähnt, aber auch, das die Town ihren Status als solche aufgegeben hat. Eine Einwohnerin notierte auf ehrenamtlicher Basis Geburten, Hochzeiten und Todesfälle und schickte die Aufzeichnungen an die Staatsverwaltung, eine Aufgabe, die für gewöhnlich einem Stadtverwalter oblag. In Millsfield wird zumindest das Mahlwerk einer Mühle in Millsfield erwähnt, Stammholz wird zum Androscoggin geflößt.
Nach 1900 ging die Einwohnerzahl zurück und stieg zwischenzeitlich nicht wieder über 45 Einwohner, die beim Census von 1920 erfasst wurden. Neben Dixville Notch und Hart’s Location ist Millsfield ab 2016 wieder einer von drei Orten, die bei den Präsidentschaftswahlen der USA die Stimmabgabe um Mitternacht zu Beginn des Wahltages vornehmen. Bereits ab 1952 wurde in Millsfield für einige Jahre um Mitternacht gewählt, nach einer Angabe auch ab 1996.

### Bevölkerungsentwicklung
| Volkszählungsergebnisse – Millsfield, New Hampshire | Volkszählungsergebnisse – Millsfield, New Hampshire | Volkszählungsergebnisse – Millsfield, New Hampshire | Volkszählungsergebnisse – Millsfield, New Hampshire | Volkszählungsergebnisse – Millsfield, New Hampshire | Volkszählungsergebnisse – Millsfield, New Hampshire | Volkszählungsergebnisse – Millsfield, New Hampshire | Volkszählungsergebnisse – Millsfield, New Hampshire | Volkszählungsergebnisse – Millsfield, New Hampshire | Volkszählungsergebnisse – Millsfield, New Hampshire | Volkszählungsergebnisse – Millsfield, New Hampshire |
| Jahr                                                | 1767                                                | 1773                                                | 1775                                                | 1783                                                | 1786                                                | 1790                                                | 1800                                                | 1817                                                | 1820                                                | 1830                                                |
| --------------------------------------------------- | --------------------------------------------------- | --------------------------------------------------- | --------------------------------------------------- | --------------------------------------------------- | --------------------------------------------------- | --------------------------------------------------- | --------------------------------------------------- | --------------------------------------------------- | --------------------------------------------------- | --------------------------------------------------- |
| Einwohner                                           |                                                     |                                                     |                                                     |                                                     |                                                     |                                                     |                                                     | 0                                                   |                                                     |                                                     |
| Jahr                                                | 1840                                                | 1850                                                | 1857                                                | 1870                                                | 1880                                                | 1890                                                | 1900                                                | 1910                                                | 1920                                                | 1930                                                |
| Einwohner                                           |                                                     |                                                     | 2                                                   | 28                                                  | 62                                                  |                                                     |                                                     | 12                                                  | 45                                                  | 33                                                  |
| Jahr                                                | 1940                                                | 1950                                                | 1960                                                | 1970                                                | 1980                                                | 1990                                                | 2000                                                | 2010                                                | 2020                                                | 2030                                                |
| Einwohner                                           | 34                                                  | 16                                                  | 7                                                   | 18                                                  | 7                                                   |                                                     |                                                     | 23                                                  | 25                                                  |                                                     |

Bei leeren Feldern liegt keine Angabe vor. Krumme Jahreszahlen entstammen nicht dem US-Census.